# Serdobsk
Serdobsk - Сердобск (rus) - és una ciutat de l'óblast de Penza, a Rússia. Es troba a la vora del riu Serdoba, a 97 km al sud-est de Penza.
Serdobsk es coneix ja des del 1699 com l'slobodà Serdobínskaia. A partir de mitjan segle xviii fou coneguda com a Bolxaia Serdoba. Rebé l'estatus de ciutat el 1780 i fou rebatejada com a Serdob, i finalment el nom passà a ser Serdobsk.